# Asperthorax granularis
Asperthorax granularis är en spindelart som beskrevs av Gao och Zhu 1989. Asperthorax granularis ingår i släktet Asperthorax och familjen täckvävarspindlar. Inga underarter finns listade.